# Birra Rosian
La Birra Rosian è stata la birra prodotta dalla Fabbrica di Birra Rosian, fondata nel 1852 da Luigi Rosian, nel comune di Faido, nel Canton Ticino.
Fu la prima fabbrica della bevanda tra Airolo e il Nord Italia.
Divenne molto conosciuta per la qualità della birra prodotta, la quale vinse molti premi.
La birreria si occupava pure della produzione del ghiaccio e dello spirito di birra.
A causa della forte concorrenza l'azienda venne venduta alla Birra Bellinzona nel 1972.

## Storia
La fabbrica venne fondata da Luigi Rosian, un uomo di origine bavarese giunto a Faido alcuni anni prima. La birra a quei tempi era ancora pressoché sconosciuta. Inizialmente la produzione era molto limitata, quanto bastava per dissetare gli abitanti della zona e per far conoscere la nuova bevanda. Il successo arrivò presto e la fabbrica si ingrandì. Si cominciò a vendere la Birra Rosian in tutto il Ticino e le coltivazioni della fabbrica agirono da stimolo per impiantare ed allargare la coltivazione e la raccolta del luppolo in Leventina. 
Dopo la morte del fondatore prese in mano l'azienda il figlio Emilio Rosian, già birraio esperto grazie alle scuole specializzate frequentate nella Baviera.
Molte furono le innovazioni portate dal nuovo dirigente: la costruzione di acquedotti per la fabbrica, la creazione di una centrale idroelettrica privata, l'impianto per la produzione e la conservazione del ghiaccio, e altro ancora.
In quel periodo la birreria raggiunse i massimi storici, grazie anche ai lavori per la costruzione della Galleria ferroviaria del San Gottardo. Elevata fu la quantità di birra richiesta dai numerosi lavoratori.
Nel 1918 ci fu una crisi per la fabbrica, dovuta alla prima guerra mondiale. L'impossibilità di procurarsi le materie prime necessarie hanno portato l'azienda sull'orlo del fallimento, ma grazie alle fatiche del successore Luigi Rosian Jr. la fabbrica rimase in vita.
Negli anni seguenti furono rinnovati molti impianti di produzione, si festeggiò il centesimo anniversario e la produzione continuò senza troppi problemi. Nella fabbrica era presente un piccolo bar con giardino, dal quale si poteva gustare la birra appena prodotta. Un'usanza degli abitanti di Faido era trovarsi la domenica pomeriggio nel giardino del bar.
Negli ultimi dieci anni di vita la birreria di Faido produsse birra in quantità sempre minori di anno in anno, a causa della forte concorrenza creatasi dopo la liberalizzazione del mercato della birra.
Nel 1972 la birreria Rosian cessò la propria attività e venne acquistata dalla Birra Bellinzona, a sua volta assorbita dall'attuale Eichhof.

## Marche prodotte
- Lagerbier
- Spezial Hell
- Starkbier
- Bockbier